# Outeiro (Bóveda)
Outeiro es una localidad del municipio de Bóveda, en la provincia de Lugo, España. Pertenece a la parroquia de Martín.
Se encuentra a 535 metros de altitud, a los pies de la Sierra de Couso. En 2022 tenía una población de 3 habitantes, 2 hombres y 1 mujer.